# Микаллеф, Иан
Иан Микаллеф (род. 6 сентября 1969 в г. Гзира, Мальта) — с мая 2006 г. является Президентом Палаты местных властей Конгресса местных и региональных властей Совета Европы. 27 мая 2008 г. он был переизбран, получив, таким образом, новый двухлетний мандат до октября 2010 года.
Имея высшее юридическое образование по специализации «Европейское право», И. Микаллеф был муниципальным советником в г. Гзира (Мальта) с 1994 г. и президентом Ассоциации органов муниципального управления Мальты с 1996 г.
Политическая карьера И. Микаллефа на международном уровне началась в 1996 г., когда он возглавил мальтийскую делегацию в Конгрессе местных и региональных властей Совета Европы. С 2000 г. он является также участником Форума территориальных коллективов Содружества. Кроме того, И. Микаллеф был вице-президентом Комитета регионов Европейского союза и членом Совета по демократическим выборам Венецианской комиссии Совета Европы.
Наконец, он участвовал в организации многочисленных конференций в Совете Европы и выступал с докладами о состоянии местной демократии.